# Veronica colensoi
Veronica colensoi är en grobladsväxtart som beskrevs av Joseph Dalton Hooker. Veronica colensoi ingår i släktet veronikor, och familjen grobladsväxter. Inga underarter finns listade i Catalogue of Life.

## Bildgalleri

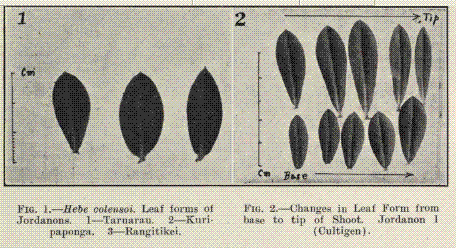